# UN/CEFACT
UN/CEFACT - appelé également CEFACT-ONU - est un organisme des Nations unies (ONU) dont l'appellation en français est Facilitation des Procédures Commerciales et le Commerce Électronique, ce qui correspond en anglais à United Nations Centre for Trade Facilitation and Electronic Business.
Cet organisme encourage une étroite collaboration entre les gouvernements et les entreprises afin d'assurer l'interopérabilité des échanges d'information entre les secteurs public et privé.
Il a développé :
- La formule-cadre, un standard pour les documents commerciaux des Nations unies ;
- UN/EDIFACT, un standard international pour les échanges électroniques ;
- de nombreuses autres recommandations.

Pour ce faire, UN/CEFACT a :
- restructuré les différents groupes au sein du Forum de l'UN/CEFACT ;
- adopté un nouveau processus pour la production des composants conformes à ebXML ;
- développé une nouvelle méthode de travail : Open Development Process ;
- défini une nouvelle architecture pour le commerce électronique donnant une vue logique de composants architecturaux abstraits en vue de faciliter l'échange des données, d'une part en XML (Extensible Markup Language).